# 土屋櫂大
土屋 櫂大（つちや かいと、2006年5月12日 - ）は、神奈川県横浜市出身のプロサッカー選手。Jリーグ・川崎フロンターレ所属。ポジションはディフェンダー。

## 略歴
2023年および2024年に川崎フロンターレの2種登録選手として登録され、2024年の8月に2025年シーズンから加入することが内定したと発表された。

## 所属クラブ
- ダビデFC
- バディーSC（鎌倉市立第二小学校）
- 川崎フロンターレU-13
- 川崎フロンターレU-15（鎌倉市立第二中学校）
- 川崎フロンターレU-18（横浜商科大学高校）
  - 2023年 - 2024年  川崎フロンターレ（2種登録選手）
- 2025年 -  川崎フロンターレ

## 個人成績
| 国内大会個人成績 | 国内大会個人成績 | 国内大会個人成績 | 国内大会個人成績 | 国内大会個人成績 | 国内大会個人成績 | 国内大会個人成績 | 国内大会個人成績 | 国内大会個人成績 | 国内大会個人成績 | 国内大会個人成績 | 国内大会個人成績 |
| 年度             | クラブ           | 背番号           | リーグ           | リーグ戦         | リーグ戦         | リーグ杯         | リーグ杯         | オープン杯       | オープン杯       | 期間通算         | 期間通算         |
| 年度             | クラブ           | 背番号           | リーグ           | 出場             | 得点             | 出場             | 得点             | 出場             | 得点             | 出場             | 得点             |
| 日本             | 日本             | 日本             | 日本             | リーグ戦         | リーグ戦         | リーグ杯         | リーグ杯         | 天皇杯           | 天皇杯           | 期間通算         | 期間通算         |
| ---------------- | ---------------- | ---------------- | ---------------- | ---------------- | ---------------- | ---------------- | ---------------- | ---------------- | ---------------- | ---------------- | ---------------- |
| 2025             | 川崎             | 39               | J1               |                  |                  |                  |                  |                  |                  |                  |                  |
| 通算             | 日本             | 日本             | J1               |                  |                  |                  |                  |                  |                  |                  |                  |
| 総通算           |                  |                  |                  |                  |                  |                  |                  |                  |                  |                  |                  |

- 2023年、2024年は2種登録選手(出場なし)

## 代表歴
- 2022年 U-16日本代表（AFC U17アジアカップ2023予選）
- 2023年 U-17日本代表（2023 FIFA U-17ワールドカップ）
- 2023年 U-18日本代表（IBARAKI Next Generation CUP）
- 2025年 U-20日本代表（AFC U20アジアカップ2025）[4]